# Nicky Ryan
Nicholas Dominick Ryan (Dublin, 1949–) Enya ír énekesnő és dalszerző producere és menedzsere. Korábban a Clannad együttes menedzsere volt, akikkel Enya először fellépett. 1982-ben Ryan otthagyta a Clannadot, Enya pedig követte, és vele kezdte meg szólókarrierjét. Az Enya – A Life in Music című dokumentumfilmben Enya kijelenti, hogy Nicky ötlete volt Enya különleges zenei stílusának kialakítása, melyben az énekesnő hangját rétegesen egymásra fektetik.
Nicky Ryan felesége Enya dalszövegírója, Roma Ryan. Két lányuk van, Ebony és Persia. Jelenleg Írországban, Artane-ban élnek. Korábban Enya is velük élt, de ő jelenleg saját várában, Manderley Castle-ben lakik.

## Külső hivatkozások
- Nicky Ryan - The Official Website